# Flemington (Pennsylvania)
Flemington è un comune (borough) degli Stati Uniti d'America, situato nello stato della Pennsylvania, nella contea di Clinton.